# Thierry Gentina
 Thierry Gentina, né le 28 mai 1968 à Sallanches, est un skieur alpin français.

## Biographie
En 1992, il est sacré Champion de France de slalom géant .
En 1993, il est sélectionné pour disputer le super G des championnats du monde à Morioka au Japon. Mais au bout de 15 jours d'interminable attente sur place, l'épreuve est finalement annulée.
En coupe du monde son meilleur résultat est une 10e place dans le super G de Val d'Isère en décembre 1992. Au classement général de la discipline, il prend les 27e et 28e places en 1992 et 1993.
Après sa carrière sportive, il fonde en 2009 une entreprise de couverture, charpentes et menuiserie : Gentina et fils à Passy.

## Palmarès

### Championnats du monde
| Édition / Epreuve     | Super G |
| Mondiaux 1993 Morioka | Annulé  |

### Coupe du monde
- Meilleur classement général : 83e en 1992.
- Meilleur classement de super G : 27e en 1992.

- tops-15 dont 1 top-10 :
  - 10e du super G de Val d'Isère le 5 décembre 1992

#### Classements
| Saison / Épreuve | Saison / Épreuve | Général | Général | Super G | Super G |
| ---------------- | ---------------- | ------- | ------- | ------- | ------- |
| Saison / Épreuve | Saison / Épreuve | Class.  | Points  | Class.  | Points  |
| 1991-1992        | 1991-1992        | 83e     | 66      | 28e     | 66      |
| 1992-1993        | 1992-1993        | 84e     | 56      | 27e     | 56      |

### Championnats du monde junior
| Épreuve / Édition                | Descente | Slalom géant | Slalom | Combiné |
| Mondiaux 1986 Bad Kleinkirchheim | 23e      |              |        |         |

### Championnats de France

#### Élite
| Édition / Epreuve         | Descente | Super G | Slalom géant | Slalom | Combiné |
| ------------------------- | -------- | ------- | ------------ | ------ | ------- |
| Championnats 1992 Méribel |          |         | Or           |        |         |